# Theridion galerum
Theridion galerum är en spindelart som beskrevs av Claude Lévi 1959. Theridion galerum ingår i släktet Theridion och familjen klotspindlar.
Artens utbredningsområde är Panama. Inga underarter finns listade i Catalogue of Life.